# آرکییس
آرکییُس (به اسپانیایی: Arquillos) یکی از دهستان‌های استان خائن در کشور اسپانیا است. این شهر با مساحت ۶۵ کیلومتر مربع، ۱۹۷۰ تن جمعیت دارد.